# Рудня Викторинская
Рудня Викторинская (бел. Віктарынская Рудня) — деревня в Кошелёвском сельсовете Буда-Кошелёвского района Гомельской области Белоруссии.

## География

### Расположение
В 7 км на север от районного центра и железнодорожной станции Буда-Кошелёвская (на линии Жлобин — Гомель), 55 км от Гомеля.

### Гидрография
Река Глина (приток река Липа).

## Транспортная сеть
Автомобильная дорога Чечерск — Буда-Кошелёво. Планировка состоит из короткой прямолинейной улицы, ориентированной с юго-востока на северо-запад и застроенной деревянными домами усадебного типа.

## История
По письменным источникам известна с конца XVIII века как деревня в Кошелёвской волости Рогачёвского уезда Могилёвской губернии. В 1799 году в собственности Дария-Дерноловичей. С 1846 года работала сукновальня, с 1884 года — хлебозапасный магазин. В 1909 году деревня Рудня Викторинская (она же Рудня Липиничская), 228 десятин земли, рядом был одноименный хутор и фольварк Викторин, 9282 десятин земли.
В 1925 году в Липиничском сельсовете Буда-Кошелёвского района Бобруйского округа. В 1929 году организован колхоз. На фронтах Великой Отечественной войны погибли 57 жителей деревни. В 1959 году в составе совхоза «Шарибовский» (центр — деревня Шарибовка).

## Население

### Численность
- 2004 год — 21 хозяйство, 39 жителей.

### Динамика
- 1896 год — 26 дворов.
- 1909 год — 30 дворов, 237 жителей, рядом одноименный хутор — 7 жителей, фольварк Викторин — 3 двора, 36 жителей.
- 1925 год — 54 двора.
- 1959 год — 132 жителя (согласно переписи).
- 2004 год — 21 хозяйство, 39 жителей.